# Raoul Dufy
Raoul Dufy (Le Havre, 3 giugno 1877 – Forcalquier, 23 marzo 1953) è stato un pittore e scenografo francese.

## Biografia

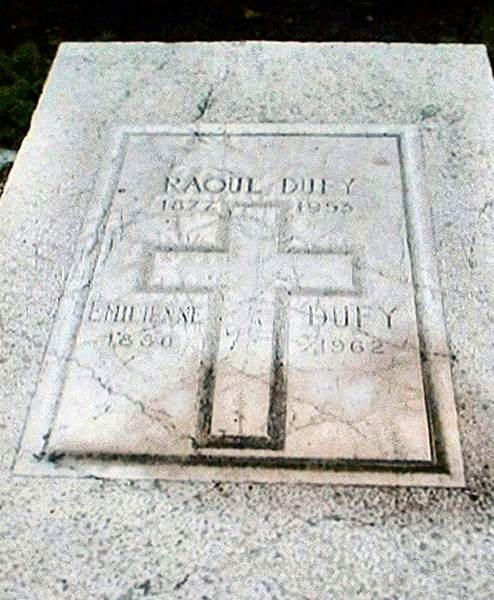
Tomba di Raoul Dufy e di sua moglie Emilienne

Nato da una famiglia di modeste condizioni economiche, da Léon Marius Dufy, contabile in un'azienda metalmeccanica e talentuoso musicista dilettante, e da Marie Eugénie Ida Lemonnier, ebbe un padre attivo come organista e maestro di coro, che trasferì a Raoul ed agli altri tre figli la passione per la musica.
Nel 1891 la famiglia ebbe una grave crisi finanziaria e il giovane Raoul fu costretto a cercare lavoro a Le Havre. Riuscì nonostante ciò a iscriversi ai corsi serali del maestro Charles Lhuillier alla Scuola di Belle Arti della sua città dove conobbe Othon Friesz, che diventerà uno dei suoi più cari amici.
Assieme a Friesz si accostò alle nuove tendenze pittoriche elaborate da Matisse.
Il 1903 fu l'anno della sua prima volta al Salon des Indépendants, nel quale espose fino al 1936.
Nel 1906 venne accettato al Salon d'Automne, a cui prese parte fino al 1943.
A partire dal 1908, Dufy frequentò spesso la Costa Azzurra, intento a dipingere nelle sue tele i colori forti di quelle acque.
Negli anni dieci del secolo sviluppò nuove ricerche nel campo della xilografia, dalle quali sbocciarono illustrazioni e impressioni su stoffa.
In seguito intraprese numerosi viaggi dove espose le sue opere.
Negli anni della seconda guerra mondiale si occupò anche di scenografia e di arazzo, fornendo cartoni per le manifatture di Beauvais.
La sua attività artistica non conobbe interruzioni, neppure dopo la diagnosi di artrite reumatoide, malattia che lo afflisse dal cinquantottesimo anno di vita. Costretto spesso a servirsi delle stampelle o della carrozzina, trasse qualche beneficio dal cortisone: fu uno dei primi pazienti in assoluto a farne uso.
Morì il 23 marzo 1953 a Forcalquier per un'emorragia intestinale. La moglie Emilienne, che gli sopravvisse nove anni, fu poi sepolta insieme a lui. Dal matrimonio, celebrato nel 1911, non nacquero figli.

## Raoul Dufy nei musei
Alcuni musei che espongono opere dell'artista.
- Musée Toulouse-Lautrec di Albi
- Museo d'arte moderna André Malraux di Le Havre
- Museo Ziem di Martigues